# Willie Honeman
William "Willie ou Willy" Honeman, également connu sous le nom de Bill Honeman, né le 20 juillet 1908 et mort le 19 août 1996, est un coureur cycliste sur piste américain.

## Biographie
Willie Honeman commence le cyclisme en 1923, à l'âge de 15 ans. En 1924, il devient champion sur route junior des États-Unis. Juste avant les Jeux olympiques d'Amsterdam de 1928, John Chapman, organisateur de courses cycliste, empêche Willie Honeman de concourir en le déclarant coureur professionnel. Honeman passe professionnel en 1930 et court également en Europe,. Il participe aux championnat du monde 1930 et 1932. En 1934, il remporte le Grand Prix de l'Armistice,.
De 1934 à 1936, il devient trois fois de suite champion américain de vitesse. Il est le premier à recevoir le maillot avec le drapeau des États-Unis pour symboliser le championnat,. Il participe également à des courses de six jours ; New York en 1935 associé à Hans Carpus,; Chicago 1935. En 1936, il met fin à sa carrière sportive et reprend sa profession de dessinateur.
En 1947, marchand de cycles dans le New Jersey, il fonde la Profesional Cyclist Union, syndicat des coureurs américains.
Honeman promouvait le port du casque, il organisait des courses cyclistes, était entraîneur et soutenait la direction du vélodrome d'Encino . Il a publié des articles sur l'entraînement et recommandé le régime paléolithique.En 1976, il écrit le livre American Velodrome Track Racing . Dans les années 1930, il fit également la publicité des cigarettes Camel et loua leurs bons effets sur la digestion,.
En 1994, Willie Honeman a été intronisé au Temple de la renommée du cyclisme aux États-Unis .

## Palmarès

### Championnats nationaux
- Championnats des États-Unis sur route junior : 1924
- Championnats des États-Unis de vitesse : 1934[20],[21], 1935[22],[23] et 1936

### Grands Prix
- Grand Prix de vitesse de la L.V.B. à Bruxelles : 1932[24],[25]
- 3e du Grand Prix de Noël : 1933[26]
- Grand Prix de l'Armistice : 1934[7],[8]
- 3e du Prix Frank Kramer au Vel' d'Hiv' : 1934[27]
- Prix Frank Kramer à New York: 1936
- 2e du Grand Prix d’Anvers de vitesse : 1937

### Autres
- Coupe d'Europe de vitesse : première manche 1933[28],[29]